# Jaroslav Slušný
Jaroslav Slušný (* 29. května 1941) je bývalý český fotbalový útočník. Žije ve Znojmě, kde se věnuje komunální politice a podnikání.

## Hráčská kariéra
V československé nejvyšší soutěži zasáhl do 1 utkání v dresu Spartaku ZJŠ Brno (dobový název Zbrojovky), v němž neskóroval. Nastupoval převážně v druholigovém zbrojováckém B-mužstvu. Do Zbrojovky přišel po sezoně 1961/62 jako nejlepší střelec Rudé hvězdy Znojmo v I. A třídě Jihomoravského kraje (tehdy 4. nejvyšší soutěž, 2. nejvyšší krajská).

### Prvoligová bilance
| Ročník             | Zápasy | Góly | Minuty | Klub                |
| ------------------ | ------ | ---- | ------ | ------------------- |
| I. liga 1962/63    | 1      | 0    | 59     | TJ Spartak ZJŠ Brno |
| CELKEM I. ČS. LIGA | 1      | 0    | 59     |                     |